# David Bisbal
David Bisbal Ferre (n. 5 iunie 1979, Almería, Andaluzia, Spania) este un cântăreț spaniol, care a devenit cunoscut în urma participării la prima ediție a concursului Operación Triunfo organizat de către Televisión Española, unde a ocupat locul II. 
David Bisbal a vândut mai mult de 5 milioane de discuri în Spania și America, obținând 33 de Discuri de Platina,17 Discuri de Aur și 2 Discuri de Diamant.Corazón latino și Bulería au obținut fiecare un IFPI Platinium Award, certificatul oficial pentru vânzarea a mai mult de 1 milion de copii pe teritoriul european.
David Bisbal a cântat împreună cu K’naan melodia Wavin' Flag pentru campania publicitară a Coca-Cola de la Cupa Mondială de Fotbal care s-a desfășurat în Africa de Sud în 2010.

## Traiectoria profesională

### Începutul
David Bisbal s-a născut la 5 iunie 1979 în orașul Almería Spania.
Este fiul pugilistului José Bisbal și al Mariei Ferre, și cel mai mic dintre cei trei frați (el mai având un frate José María și o sora María del Mar).Încă din copilărie îi plăcea să se prezinte în fața publicului,dar când era momentul să o facă, era foarte timid, chiar dacă avea talent pentru așa ceva.
A abandonat studiile în clasa a IX-a, iar tatăl său l-a angajat ca și grădinar la pepiniera municipală din Almería, care a fost și primul lui loc de muncă.
Câțiva ani mai târziu l-a cunoscut pe producătorul orchestrei Expresiones, care i-a descoperit talentul vocal și l-a angajat ca solist al acesteia.
Cu timpul a început să se descopere ca și cântăreț și să facă o adevărată pasiune pentru muzică.
După perioada petrecută în cadrul orchestrei, David a participat la audițiile pentru concursul „Operación Triunfo” organizate la Barcelona.
În 2001 el s-a numărat printre cei 16 concurenți ai concursului aflat la prima ediție, menit să aleagă reprezentantul Spaniei pentru Eurovision din acel an.În finală s-a clasat pe locul al II-lea după Rosa López, dar a făcut parte din corul(care-i includea de asemenea pe:David Bustamante, Chenoa, Gisela și Geno) ce a acompaniat-o pe Rosa la concurs.

### 2002-2003: Albumul de debut și lansarea internațională
O dată terminat concursul Operación Triunfo, a semnat un contract cu Vale Music,casa de discuri care i-a oferit oportunitatea de a-și înregistra primul său album ca solist.
Intitulat „Corazón latino”și înregistrat la Miami, acesta a ieșit pe piață în vara anului 2002 avându-l ca producător pe Kike Santander.
Albumul s-a clasat pe locul I în prima săptămână de la apariție, făcând vânzări record de 600.000 de copii și s-a menținut așa timp de 6 săptămâni, fiind cel mai vândut din Spania.
Cu mai mult de 900.000 de copii vândute în Spania, Bisbal se lansează în țările hispanice pentru a-și promova albumul, care urma să fie pus în vânzare acolo la 15 octombrie.
În ianuarie 2003 primește premiul Amigo, ceremonia având loc la Palacio de Cristal de la Arganzuela din Madrid.
La 31 octombrie a început primul său turneu în America, străbătând 12 țări și susținând 17 concerte în direct.În noiembrie s-a pus spre vânzare în Mexic o ediție specială a albumului „Corazón latino”.

### 2004-2005:Bulería, al doilea milion
La 7 ianuarie a aparut primul single de pe al II-lea album, Bulería care a fost numărul 656 pe listele de vânzări și radiouri din Spania și America.
La 11 februarie a ieșit la vânzare albumul Bulería,debutând pe primul loc în topul de vânzări din Spania, unde a vândut mai mult de 300.000 de copii într-o săptămână.
Același album a primit Discul de Aur la doar 2 săptămâni de la apariție în Columbia și Venezuela.
În noiembrie a vizitat pentru prima dată Germania, cu scopul de a promova melodia „Let’s make history” cântată în duet cu Joana Zimmer.După câteva zile de la promovarea videoclipului aceleași melodii,Bisbal a luat parte la gala „Omagiu pentru Rocío Jurado”.

### 2006–2008: „Premonición”(„Premoniția”)și turnee în Europa și Japonia
Primul single a fost prezentat în luna august și s-a numit Quién me iba a decir („Cine urma să-mi spună”).
Acesta a reușit să fie nr. 1 în topurile de vânzări și ale radiourilor din Spania și America.
La 3 octombrie a apărut al treilea material discografic al său numit Premonición („Premoniția”), care a vândut mai mult de 900.000 de copii, fapt ce l-a situat pe locul 1 încă de la debut și i-a adus de asemenea 5 Discuri de Platină.
La 24 octombrie a cântat la sediul Parlamentului European de la Strasbourg.Concertul care a avut loc a fost exclusiv pentru reprezentanții celor 24 de țări membre la acel moment, aceștia putând asculta melodiile de pe noul său album care s-a menținut timp de o lună pe prima poziție în topurile spaniole.
David a câștigat Premio Ondas (Premiul Ondas) celebrat la Teatre Musical din Barcelona care se afla la a 53-a ediție.
De asemenea și-a adjudecat și premiul Micrófono de Oro (Microfonul de Aur) la categoria muzicală.
În ianuarie 2007, al doilea single al său Silencio(„Liniște”) a rămas timp de 8 săptămâni consecutive numărul 1 în topul programului de radio spaniol Los 40 Principales.
În 2008, Bisbal înregistrează melodia Hate that I love you în duet cu Rihanna, care va fi inclusă în următoarea ediție a discului Good girl ,gone bad.

### 2009:”Sin mirar atrás” („Fără să privesc înapoi”)
În vara aceluiași an, cântărețul a susținut concerte în diverse țări din Europa, dar în același timp, Bisbal, aranja ultimele detalii ale noii producții discografice numite Sin mirar atrás.
Primul single al acestui disc era intitulat Esclavo de sus besos(„Sclavul săruturilor sale”) și îl avea ca producător pe mexicanul Armando Ávila.
Premiera mondială a fost pe 24 august iar videoclipul a apărut la 7 septembrie. 
A fost unul dintre cele mai de succes singleuri din cariera lui David, reușind să fie numărul 1 în vânzări în Spania, SUA și America Latină.
Pe 10 ianuarie 2010 Promusicae a anunțat că melodia Esclavo de sus besos obținuse Discul de Platină pentru mai mult 80.000 de copii vândute în Spania și alt Disc de Platină în Argentina pentru mai mult de 20.000 de copii vândute.
Al doilea hit al său a fost Mi princesa („Prințesa mea”).
Melodia 24 horas compusă de către mexicanul Espinoza Paz al treilea single în SUA și America Latină, a fost prezentată la gala premiilor Billboard 2010, în timp ce în Spania hitul a fost Sin mirar atrás, melodia care dă titlul discului.
David a avut de asemenea și o apariție specială în telenovela Hasta que el dinero nos separe („Până când banii ne vor despărți”).La 14 noiembrie 2010, i se acordă Dicul de Aur în SUA pentru încasările înregistrate acolo și în Puerto Rico.

## Solidaritate și cauze umanitare
La fel ca mulți alții, David Bisbal colaborează în cauze sociale.
Face parte din fundația Red Hand sau fundația ALAS (Aripi) unde colaborează cu alte staruri ale muzicii, printre care Chayanne, Ricky Martin sau Shakira.
Alte opere de caritate la care a luat parte, ar fi: faimoasa campanie Teletón sau concertul organizat pentru copii Todos somos niños(“Toți suntem copii”) la care au mai participat artiști precum: Juanes, Luis Fonsi, Juan Luis Guerra sau Ricardo Montaner.
Mai mult, la cumpărarea unui disc de-al său, 1 euro este redirecționat în scopuri umanitare.

## Viața personală
Ella Bisbal Tablada este unica fiică a cântărețului și al partenerei sale Elena Tablada (1981), care s-a născut pe 15 februarie 2010 la Miami.La 12 septembrie 2009,David a făcut public pe pagina web personală faptul că va fi tată :”Este un dar unic care vine din cer, și care fără îndoială mă va face să am un zâmbet și mai mare atunci când urc pe scenă”.
Pe 15 iunie 2011, revista ¡Hola! anunță despărțirea lui David de Elena Tablada pe pagina sa web.Motivul care i-a determinat să ia o astfel de hotărâre, ar fi distanța provocată de îndatoririle profesionale ale celor doi.

## Discografie

### Albume
| Corazón Latino               | Melodii: 01. Ave María 02. Dígale 03. Fuiste mía 04. Lloraré las penas 05. Quiero perderme en tu cuerpo 06. Cómo será 07. Vuelvo a ti 08. Por ti 09. Por cuánto tiempo 10. Corazón latino |
| Bulería                      | Melodii: 01. Bulería 02. Permítame señora 03. Oye el Boom 04. Esta ausencia 05. Cómo olvidar 06. Me derrumbo 07. Camina y ven 08. Se acaba 09. Ángel de la noche 10. Desnúdate mujer 11. Condenado a tu amor 12.Amores del sur |
| Todo por Ustedes             | Melodii: 01. Camina y ven 02. Corazón latino 03. Quiero perderme en tu cuerpo 04. Esta ausencia 05. Ave María 06. Desnúdate mujer 07. Dígale 08. Lloraré las penas 09. Me derrumbo 10. Bulería 11. Todo por ustedes 12. Oye el Boom 13. Dáme el amor 14. Apiádate de mí                                                                                            |
| David Bisbal edición europeo | Melodii: 01. The Sun Ain't Gonna Shing 02. Me derrumbo 03. Oye el Boom 04. Bulería 05. Dígale 06. Cry for me 07. Quiero perderme en tu cuerpo 08. Lloraré las penas 09. Esta ausencia 10. Desnúdate mujer 11. Cómo olvidar 12. Fuiste mía 13. Ave María 14. Stop living you 15. Let's make history                                                                 |
| Premonición                  | Melodii: 01. Quién me iba a decir 02. Silencio 03. Como la primera vez 04. La Torre de Babel 05. Amar es lo que quiero 06. Soldado de papel 07. Premonición 08. Cuidar nuestro amor 09. Calentando voy 10. Qué tendrás 11. Amanecer sin ti 12. Aquí y ahora 13. Torre De Babel (db Original Mix) 14. Torre De Babel (Wisin & Yandel Remix) 15. Yo amo la Bella mía |

## Videoclipuri
- Ave María
- Dígale
- Lloraré las penas
- Quiero perderme en tu cuerpo
- Esta ausencia
- Cómo olvidar
- Desnúdate mujer
- Oye el Boom
- Decernarea Discului de Diamant
- Camina y ven 1
- Camina y ven 2
- Me derrumbo
- Todo por ustedes
- Making of Bulería
- Quién me iba a decir
- Silencio
- Decernarea Discului de Platină
- Premonición (live)
- Povestea carierei sale
- Making of Soldado de Papel
- Soldado de papel
- Amar es lo que quiero
- Silencio
- Torre de Babel
- Prezentarea brățării USB
- Esclavo de sus besos

## Colaborări
- Când te privesc  (cu Miley Cyrus)
- Urăsc să te iubesc  (cu Rihanna)
- Absența ta  (cu Alicia Villareal)
- Să facem istorie  (cu Joana Zimmer)
- Fluturând steagul;Agitando la bandera   (versiune spaniolă) (cu K'naan)
- 24 horas  (cu Espinoza Paz)
- 24 horas   (versiunea Balada) (cu Espinoza Paz)
- No Hay 2 Sin 3 (Gol)  (cu Cali & El Dandee)
- Aquí estoy yo  (cu Luis Fonsi, Aleks Syntek & Noel Schajris)
- Without You (cu Andra)

## Melodii pentru telenovele
- Jur că te iubesc - Juro que te amo
- Moștenitorii - Herederos
- Iubire târzie - Esta Ausencia
- Iubire cu chip rebel - Dígale